# Quintanilla de Onsoña
Quintanilla de Onsoña är en ort och kommun i provinsen Palencia i den autonoma regionen Kastilien och León i norra Spanien. Orten ligger cirka 52 kilometer norr om Palencia. Kommunen har 180 invånare (2024), på en yta av 51,06 km².